# Bulbophyllum stenochilum
Bulbophyllum stenochilum är en orkidéart som beskrevs av Rudolf Schlechter. Bulbophyllum stenochilum ingår i släktet Bulbophyllum och familjen orkidéer. Inga underarter finns listade i Catalogue of Life.